# کارکس دیستیچا

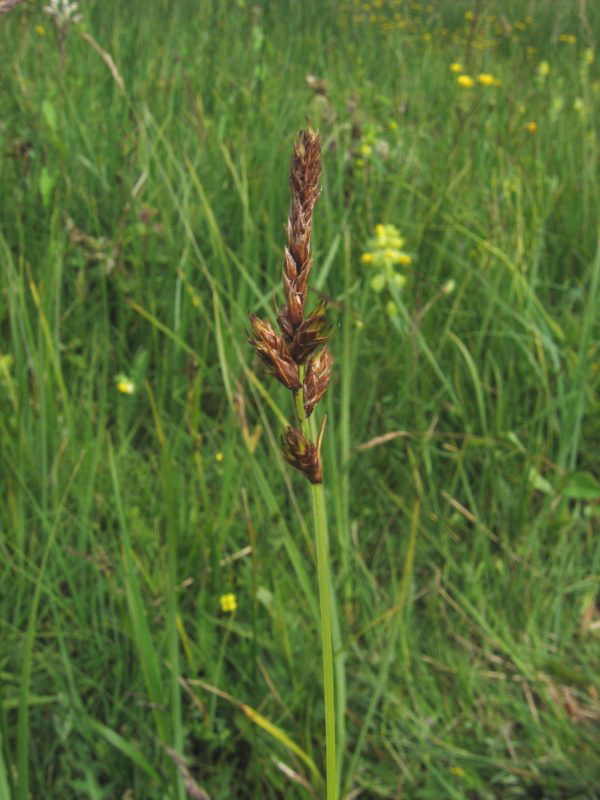
کارکس دیستیچا در مکلنبورگ-فورپومرن / ۲۰۰۶

کارکس دیستیچا (به انگلیسی: Carex disticha) گونه‌ای از جگنیان است.